# Плёгер, Йоханнес
Йоханнес Теодор Луи Плёгер (дат. Johannes Theodor Louis Plöger; 3 апреля 1922, Фредериксберг — 4 февраля 1991, Фредериксберг) — датский футболист, правый нападающий. Брат другого известного футболиста, Хенрика Плёгера.

## Карьера
Йоханнес Плёгер родился в городе Фредериксберг на Йоргенсенс, 16. Чуть позже семья переехала в дом номер 38 на улице Вилькенсвей. Плёгер начал карьеру в возрасте 11 лет в клубе «Фредериксберг». В 1934 году он перешёл в молодёжный состав клуба «Фрем», в котором в 1937 году забил решающий гол в финале молодёжного кубка страны. С 17 лет Плёгер начал играть за основной состав команды, дебютировав 18 августа в матче с «Фремад Амагер» (4:6). Он выступал за Фрем на протяжении 10 лет, поучаствовав в 164 матчах и забив 101 гол. Йоханнес выиграл с клубом два чемпионата страны и три Кубка Копенгагена, при этом в двух финалах из трёх Плёгер забивал голы.
После Олимпиады 1948 года Плёгер, как и несколько его партнёров по сборной, уехал в Италию в клуб «Ювентус». При этом датский футболист был предметом интереса и другого итальянского клуба, «Милана». Он даже дал слово «россонери» о том, что подпишет с ними контракт. Но всё же Йоханнес стал игроком «Старой Синьоры». Перейти туда его убедил игрок этого клуба Йон Хансен. При этом Йоханнес стал альтернативной целью туринцев: «Юве» первоначально нацелился на Карл Оге Праста, но переговоры зашли в тупик, и клуб взял его одноклубника Плёгера. Сумма трансфера составила 30 млн лир. Чтобы не испортить отношения с миланцами, президент «Ювентуса» Джанни Аньелли даже позвонил президенту шведского ФИАТа, чтобы тот поспособствовал переходу в стан «россонери» Гуннара Нордаля, имевшего договорённость с туринцами. Он дебютировал в составе клуба 9 января 1949 года в матче с «Лацио» (4:1), где сразу же забил гол. Он принял участие в 16 матчах за клуб и забил 1 мяч. Причиной такого малого количества матчей стала непривычная для Плёгера роль на поле: он привык играть на фланге нападения, но там твёрдым игроком основы был Эрнесто Муччинелли, а Йоханнеса ставили в центр атаки. Предполагалось, что он будет партнёром по центру нападения вместе с Джампьеро Бониперти, но с этой ролью датчанин не справился.
Летом 1949 года Плёгер был продан в «Новару». Там он сыграл в 22 матчах и забил 6 голов. В 1950 году Плёг возвратился в Турин, став игроком «Торино». Вместе с ним в клуб пришёл другой участник Олимпиады Челль Росен. Он дебютировал в составе команды 10 сентября 1950 года в матче с «Падовой» (2:1). 21 января 1951 года он забил первый мяч за клуб в матче с той же «Падовой» (2:2). Всего за клуб он принял участие в 25 матчах и забил 2 гола. В 1951 году датчанин стал игроком «Удинезе». Там форвард выступал три сезона, сыграв в 75 матчах и забив 8 голов. В 1954 году Плёгер завершил карьеру и возвратился в Данию. Он работал продавцом и директором по продажам в компании SIMO. Позже он вместе с женой владел магазинчиком «Вино и табак».

## Статистика

### Матчи Плёгера за сборную Дании
| Матчи Плёгера за сборную Дании | Матчи Плёгера за сборную Дании | Матчи Плёгера за сборную Дании | Матчи Плёгера за сборную Дании | Матчи Плёгера за сборную Дании | Матчи Плёгера за сборную Дании      |
| ------------------------------ | ------------------------------ | ------------------------------ | ------------------------------ | ------------------------------ | ----------------------------------- |
| №                              | Дата                           | Соперник                       | Счёт                           | Голы Плёгера                   | Соревнование                        |
| 1                              | 20 октября 1940                | Швеция                         | 3:3                            | —                              | Товарищеский матч                   |
| 2                              | 14 сентября 1941               | Швеция                         | 2:2                            | 1                              | Товарищеский матч                   |
| 3                              | 19 октября 1941                | Швеция                         | 2:1                            | 1                              | Товарищеский матч                   |
| 4                              | 16 ноября 1941                 | Германия                       | 1:1                            | —                              | Товарищеский матч                   |
| 5                              | 20 июня 1943                   | Швеция                         | 3:2                            | 1                              | Товарищеский матч                   |
| 6                              | 16 июня 1946                   | Норвегия                       | 1:2                            | —                              | Товарищеский матч                   |
| 7                              | 23 июня 1946                   | Швеция                         | 3:1                            | 1                              | Товарищеский матч                   |
| 8                              | 8 июля 1946                    | Норвегия                       | 2:0                            | —                              | Товарищеский матч                   |
| 9                              | 1 сентября 1946                | Финляндия                      | 5:2                            | 1                              | Товарищеский матч                   |
| 10                             | 6 октября 1946                 | Швеция                         | 3:3                            | —                              | Товарищеский матч                   |
| 11                             | 20 октября 1946                | Норвегия                       | 7:1                            | —                              | Товарищеский матч                   |
| 12                             | 20 июня 1947                   | Чехословакия                   | 2:2                            | —                              | Товарищеский матч                   |
| 13                             | 26 июня 1947                   | Швеция                         | 1:6                            | —                              | Товарищеский матч                   |
| 14                             | 12 июня 1948                   | Норвегия                       | 1:2                            | —                              | Чемпионат Северной Европы 1948—1951 |
| 15                             | 26 июня 1948                   | Польша                         | 8:0                            | 1                              | Товарищеский матч                   |
| 16                             | 31 июля 1948                   | Египет                         | 3:1                            | 1                              | Олимпийские игры 1948               |
| 17                             | 5 августа 1948                 | Италия                         | 5:3                            | 1                              | Олимпийские игры 1948               |
| 18                             | 10 августа 1948                | Швеция                         | 2:4                            | —                              | Олимпийские игры 1948               |
| 19                             | 13 августа 1948                | Великобритания                 | 5:3                            | —                              | Олимпийские игры 1948               |
| 20                             | 26 сентября 1948               | Англия                         | 0:0                            | —                              | Товарищеский матч                   |
| 21                             | 10 октября 1948                | Швеция                         | 0:1                            | —                              | Чемпионат Северной Европы 1948—1951 |

Итого: 21 матч / 8 голов; 10 побед, 6 ничьих, 5 поражений.

## Достижения
- Обладатель Кубка Копенгагена: 1940, 1943, 1946
- Чемпион Дании: 1940/1941, 1943/1944

## Личная жизнь
Плёгер был женат. Супруга — Йютта, в девичестве Кристиансен (2 ноября 1924—12 мая 2012). У них была дочь Анне-Мари (родилась 31 июля 1953); у неё родились трое мальчиков.